# Double imposition
La double imposition est le fait, pour un revenu, d'être imposé deux fois sur le plan fiscal. Le plus souvent cela arrive lorsqu'un individu ou une société sont présents dans deux pays qui n'ont pas conclu de convention fiscale entre eux.

## Double imposition d'un travailleur
Il peut arriver que le revenu d'un travailleur soit imposable dans deux pays différents, si ce travailleur se trouve dans une des situations suivantes :
- il réside dans un pays de l'U.E. et travaille dans un autre (travailleur frontalier) ;
- il est détaché à l'étranger pour une courte période ;
- il vit et recherche du travail dans un autre pays de l'U.E. et il a transféré ses allocations de chômage depuis son pays d'origine ;
- il a pris sa retraite dans un pays et perçoit une pension d'un autre pays.

Pour un « travailleur transfrontalier », qui travaille dans un pays et réside dans un autre, les taux d'imposition des deux pays sont sans doute différents.
Si le taux dans son pays d'emploi est plus élevé, il s'agira du taux final qu'il paiera ; même si les impôts payés dans ce pays sont déduits de ceux dus dans son pays de résidence ou si son pays de résidence l'exonère d'autres impôts.

## Double imposition d'une société
On parle de double imposition économique lorsque l'impôt frappe d'abord les bénéfices de la société, puis le versement de dividendes. La même fortune est ainsi imposée deux fois.

## Union Européenne
Les pays de l'UE peuvent appliquer les règles fiscales qu'ils souhaitent, pour autant qu'elles soient conformes à la législation de l'UE et n'entraînent pas de discrimination envers les non-ressortissants, notamment. Les taxes communales sont liées à la location d'un logement et s'appliquent à tous. Si vous avez loué un appartement, même pendant une courte période, vous devrez peut-être payer cette taxe.
Il se peut toutefois que certaines autorités communales proposent des taux réduits ou des exemptions sur les impôts locaux, par exemple si votre résidence principale se trouve dans un autre pays. Contactez l'administration communale concernée pour savoir si vous pouvez en bénéficier.

### Convention avecChypre
A ce jour, Chypre a conclu plus de 45 traités contre la double imposition et négocie actuellement la signature de traités avec d'autres pays. Le principal objectif de ces conventions est d'éviter la double imposition des revenus perçus dans les deux pays.En outre, certaines conventions prévoient des crédits d’économie d’impôt selon lesquels le crédit d’impôt autorisé ne concerne pas seulement l’impôt effectivement payé dans l’autre pays visé par la convention, mais aussi un impôt qui aurait été autrement payable si les mesures d’incitation n’avaient pas été prises dans cet autre pays. donner lieu à une exonération ou à une réduction de la taxe.

### Hongrie
La Hongrie est unique car elle est le seul pays non en développement (l'autre pays en développement étant l'Erythrée, avec un taux fixe de 2%) qui considère tous ses citoyens comme des résidents fiscaux et ne fournit aucune allocation personnelle (comme les États-Unis). Le revenu est imposé à partir du premier sou gagné.
Bien que les accords de double imposition prévoient effectivement un allégement de la double imposition, environ 73 d'entre eux sont en vigueur en Hongrie. Cela signifie que les citoyens hongrois qui perçoivent des revenus des quelque 120 pays et territoires avec lesquels la Hongrie n’a conclu aucun traité seront imposés par la Hongrie, indépendamment de tout impôt déjà payé ailleurs.

### Convention avec l'Andorre
L'Andorre a signé de quelques conventions de non double imposition avec plusieurs pays dont : Émirats Arabes Unis, Espagne, France, Liechtenstein, Luxembourg, Malte, Portugal, Chypre, Saint-Marin, Hongrie, République Tchèque, Pays Bas, Croatie, Monaco, Islande et Corée du Sud.

## Sur le plan international
La double imposition peut être évitée grâce aux convention fiscales internationales. Ce sont des traités qui régissent la répartition de la charge fiscale entre les deux pays. La première convention fiscale a été rédigée il y a 170 ans entre la France et la Belgique.

### Chine
La Chine a signé de nombreux accord concernant la double imposition afin de promouvoir l'intégration économique et témoigner de l'importance de l'investissement venant des pays étrangers.
Les principales caractéristiques des traités de la double imposition sont :
- Exonération de la double imposition sur tous les types de revenus, y compris l’impôt sur le revenu des sociétés, l’impôt sur le revenu des particuliers, les retenues à la source et les impôts sur les dividendes
- Protection des entreprises d’une juridiction contre une imposition discriminatoire dans une autre
- Conforme aux dispositions de l’OCDE sur l’échange d’informations

Concernant l'imposition sur les dividendes, de nombreuses conventions de double imposition réduisent l'impôt sur les dividendes de 50%.